# بينغي هيوز
بينغي هيوز (بالإنجليزية: Benji Hughes)‏ هو مغني وملحن أمريكي، ولد في 1975 في تشارلوت في الولايات المتحدة.

## وصلات خارجية
- الموقع الرسمي
- بينغي هيوز على موقع ميوزك برينز (الإنجليزية)
- بينغي هيوز على موقع أول ميوزيك (الإنجليزية)
- بينغي هيوز على موقع ديسكوغز (الإنجليزية)